# Belle époque

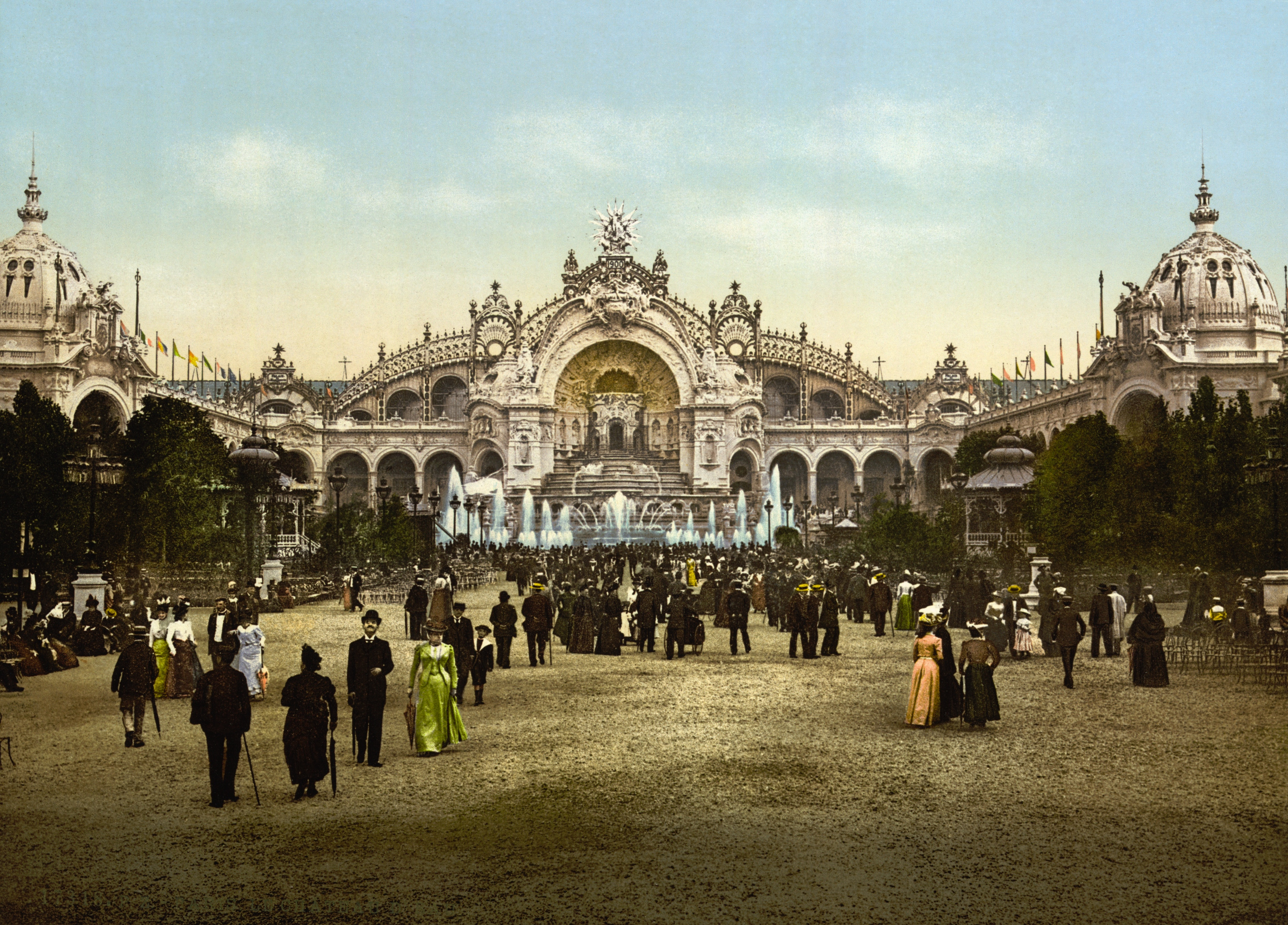
Exposición Universal de París (1900).

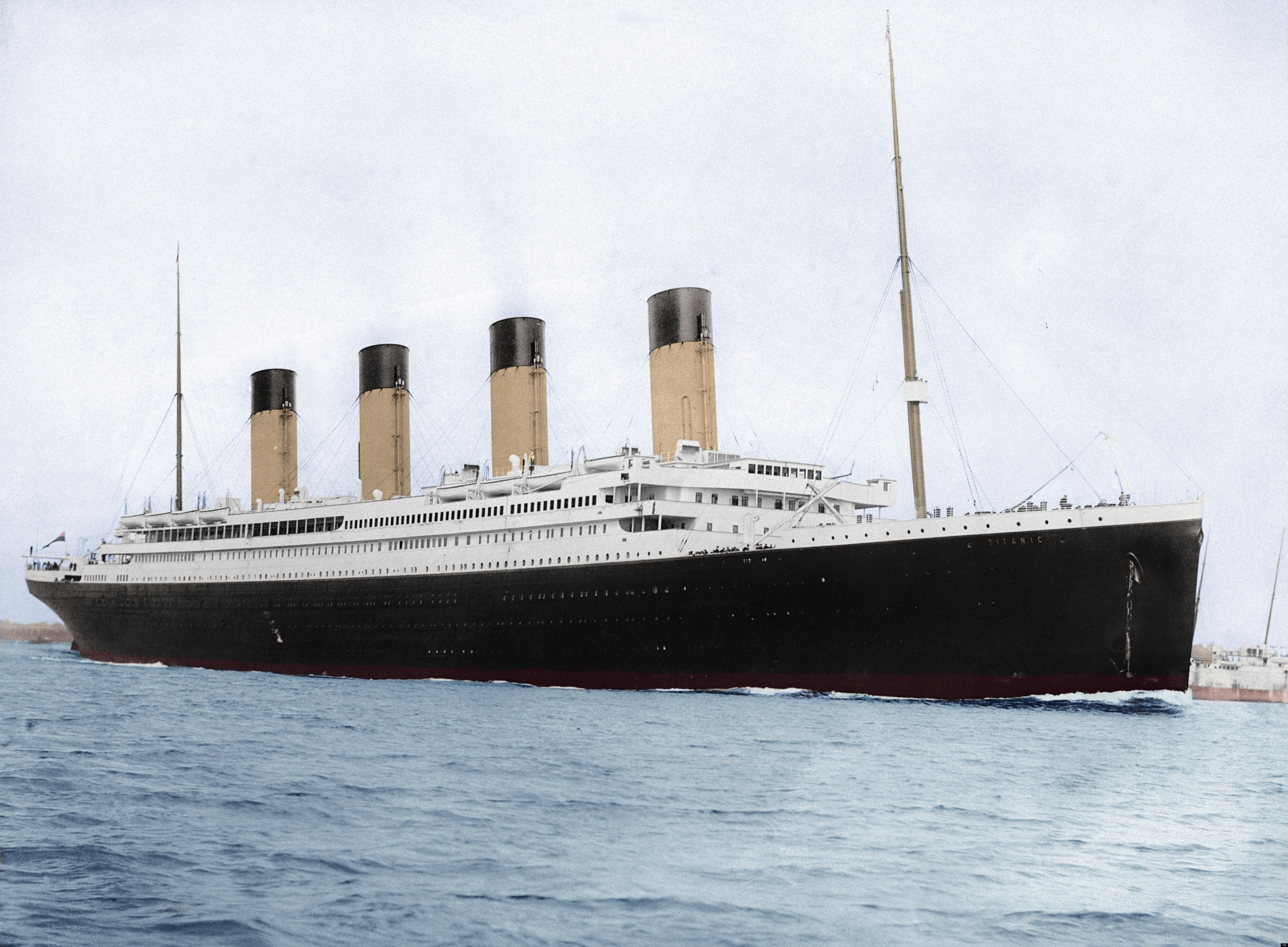
El hundimiento del RMS Titanic en 1912 es la tragedia más conocida de la época.

La belle époque (literalmente en español: «época bella») es el período de la historia de Europa comprendido entre el fin de la guerra franco-prusiana en 1871 —coincidiendo con la Segunda Revolución Industrial y la Paz armada— y el estallido de la Primera Guerra Mundial en 1914. Aparte de Europa, también suele incluir a distintos países del mundo que están o estuvieron vinculados con Occidente.
Esta designación respondía en parte a una realidad recién descubierta que imponía nuevos valores a las sociedades europeas (expansión del imperialismo, fomento del capitalismo, enorme fe en la ciencia y el progreso como benefactores de la humanidad); también describe una época en que la ciencia, la tecnología y la moda generaban transformaciones culturales  y económicas que influían en todas las capas de la población (desde la aristocracia hasta el proletariado), y también este nombre responde en parte a una visión nostálgica que tendía a embellecer el pasado europeo anterior a 1914 como un «paraíso perdido» tras el salvaje trauma de la Primera Guerra Mundial.

## Aspectos políticos

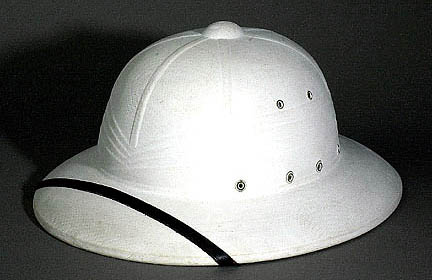
El salacot es un icono histórico del colonialismo de las áreas tropicales del planeta.

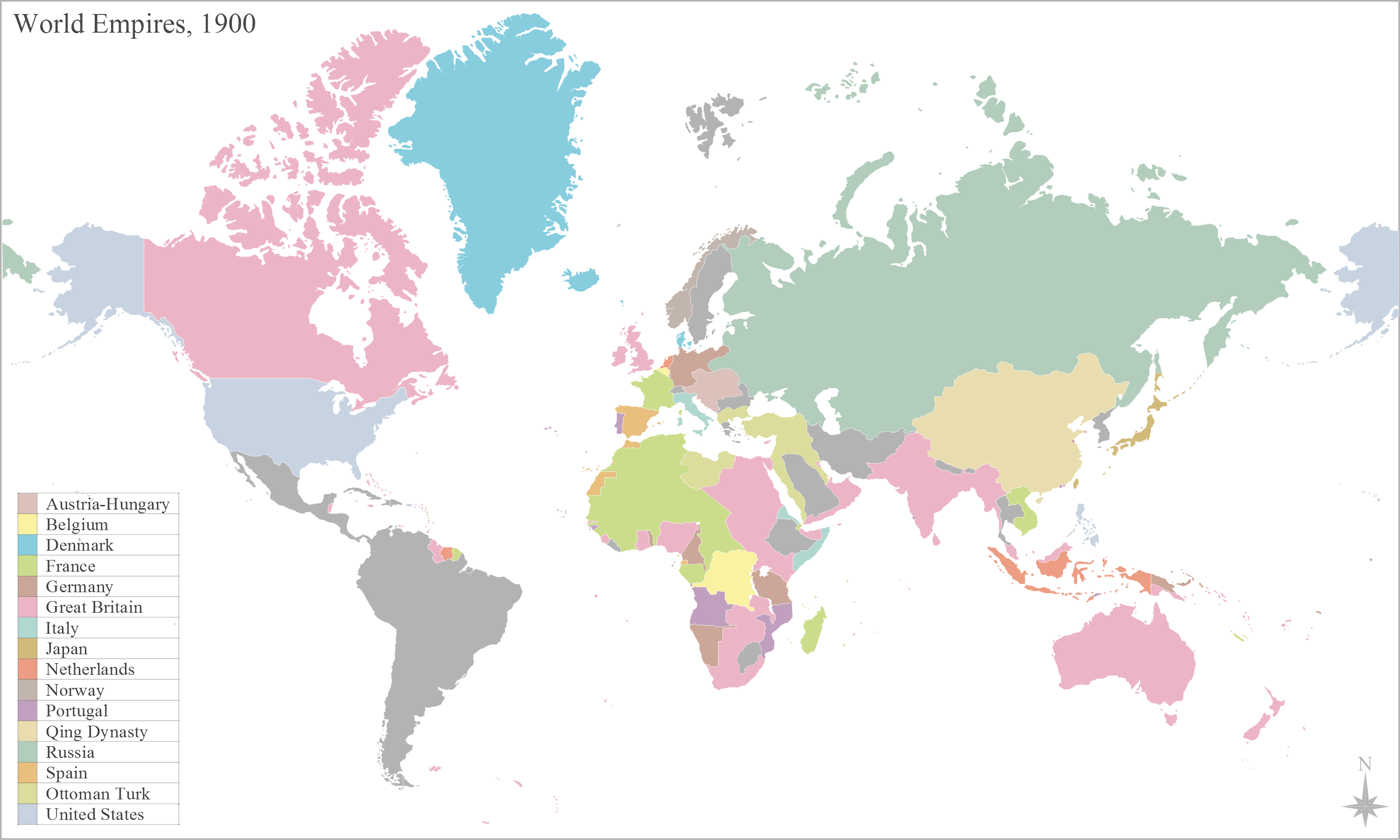
Imperios coloniales en el año 1900.

Después de la guerra franco-prusiana, Europa vivió un período de paz que favoreció los avances científicos, técnicos, sociales y económicos, particularmente en: Alemania, Andorra, Austria-Hungría, Bélgica, Bulgaria, Dinamarca, España, Francia, Grecia, Italia, Luxemburgo, Montenegro, Países Bajos, Portugal, Reino Unido, Rumania, Rusia, Serbia, Suecia-Noruega y Suiza. Cabe indicar que, en esa época, prácticamente todas las naciones con gran influencia política a nivel mundial eran europeas, las rivalidades (políticas o económicas) entre estas potencias obligaban a guardar un equilibrio de poder que, precisamente, impidió durante cuatro décadas que tales rivalidades fueran solucionadas mediante una guerra. 
Es preciso mencionar que, en este periodo, países como China o la India estaban aún lejos de lograr los niveles de poderío a escala mundial que mostraban los grandes Estados de Europa, siendo que su poder e influencia solo se expresaba a escala regional. Incluso Estados Unidos y Japón eran ya potencias industriales, pero cuyo poderío era superado en varios aspectos por Alemania, Francia, Reino Unido y Rusia.
Fue en esta época cuando las grandes potencias europeas alcanzaron su máxima influencia y poder a nivel mundial, lo cual se ve reflejado en el hecho que, tras el reparto de África surgido de la Conferencia de Berlín (1884-1885), prácticamente todos los imperios coloniales europeos estaban sólidamente definidos antes de 1914. Durante la Belle Époque, el nuevo imperialismo era considerado una política de Estado aceptable y válida para los políticos internacionales en general, y para grandes sectores de la población. El colonialismo era justificado en tanto se le consideraba como generador de valiosas fuentes de materia prima, así como de nuevos mercados para la creciente producción industrial, lo cual era crucial para países europeos carentes de materias primas y con mercados internos ya bastante explotados.
En toda Europa, la mano de obra se organizó en sindicatos o en partidos políticos: en este período aparecen los primeros partidos socialistas europeos, cada vez más influyentes. También se organizan en movimientos políticos las corrientes ideológicas propias del conservadurismo y liberalismo, en lo político y económico.

### Conflictos y guerras

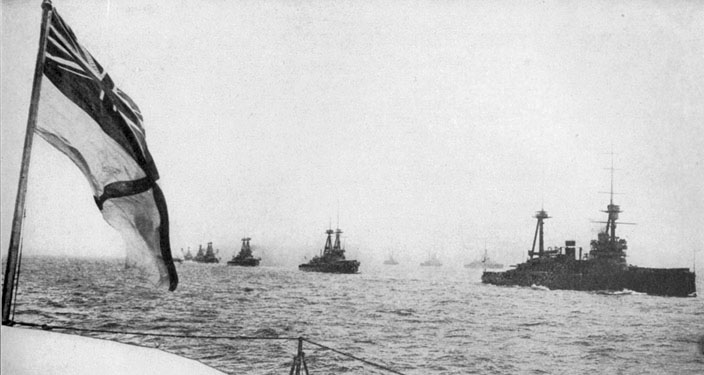
La Marina Real británica jugó un papel clave en el establecimiento del Imperio británico como superpotencia mundial dominante durante la Belle Époque, el control de todas sus colonias y la posibilidad de adquirir todo tipo de materias en cualquier lugar del mundo. Entre finales del y la Segunda Guerra Mundial, fue la armada más poderosa del mundo.

La mayor parte de las grandes potencias, y algunas menores como Bélgica, Dinamarca u Holanda, se implicaron en el imperialismo, construyendo sus propios imperios de ultramar, especialmente en África y Asia, Aunque claro está, hubo varias revoluciones, las guerras civiles e insurrecciones coloniales más destacables son la guerra franco-prusiana, la guerra ruso-turca, la guerra del Pacífico, las dos guerras de los bóeres, la primera guerra sino-japonesa, la primera guerra italo-etíope, la guerra greco-turca, la guerra hispano-estadounidense, guerra filipino-estadounidense, la guerra ruso-japonesa, y la guerra italo-turca.
La primera (1912-13) y segunda (1913) guerras de los Balcanes se consideran los prolegómenos de la Primera Guerra Mundial (1914-18), cuyo nivel de destrucción material y humano a nivel industrial marcó el fin de la Belle Époque.
También hubo destacables conflictos diplomáticos que pudieron provocar guerras mundiales como el ultimátum británico de 1890, el incidente de Fachoda (1898), y la primera (1905-06) y segunda (1911) crisis marroquíes.

## Aspectos sociales

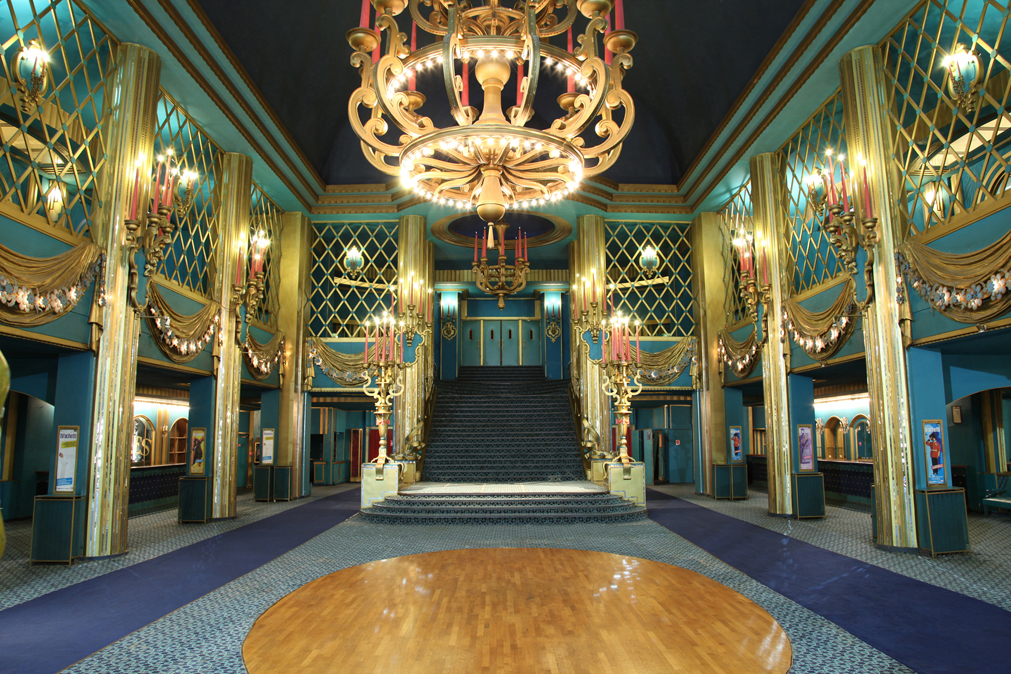
Gran vestíbulo del cabaret Folies Bergère.

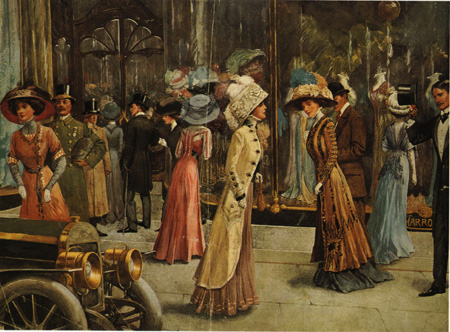
Londinenses con la ropa de moda frente a Harrods, 1909. Las faldas que seguían muy ajustadas mostraban la piel y sombreros de ala ancha de vestidos más estrechos y sombreros de media decadencia con coronas profundas. Los hombres usan sombreros con vestido formal o bombines con trajes de salón.

La tendencia general en la gente de esta época era optimista y ambiciosa respecto al porvenir, gracias a las innovaciones tecnológicas que se difundieron masivamente. El positivismo (defiende la fe en la ciencia) y el cientifismo (que proclama que la ciencia lo explica todo) hicieron su aparición y empezaron a ganar abiertamente adeptos entre los intelectuales. La Belle Époque se hizo notar sobre todo en la arquitectura de los boulevards de las capitales europeas, en los cafés y los cabarés, en los talleres y galerías de arte, en las salas de conciertos y en los salones frecuentados por una burguesía y unas clases medias. 
La antigua aristocracia europea aún conservó una gran influencia política; no obstante, con el auge del capitalismo a gran escala, los aristócratas debieron compartir por primera vez diversos privilegios junto a una burguesía ambiciosa y mucho más adinerada que en el pasado, la cual exigía (y muchas veces obtenía) una participación importante en las decisiones políticas gracias a su poderío financiero. En los países que no contaban con esta clase de aristocracia, pero estaban influidos por Europa (como Estados Unidos o Latinoamérica), fueron las respectivas oligarquías (basadas en la industrialización o en la producción de materias primas) quienes empezaron a imponer su poder dentro de la política nacional, por encima de élites tradicionales o caudillos militares. 

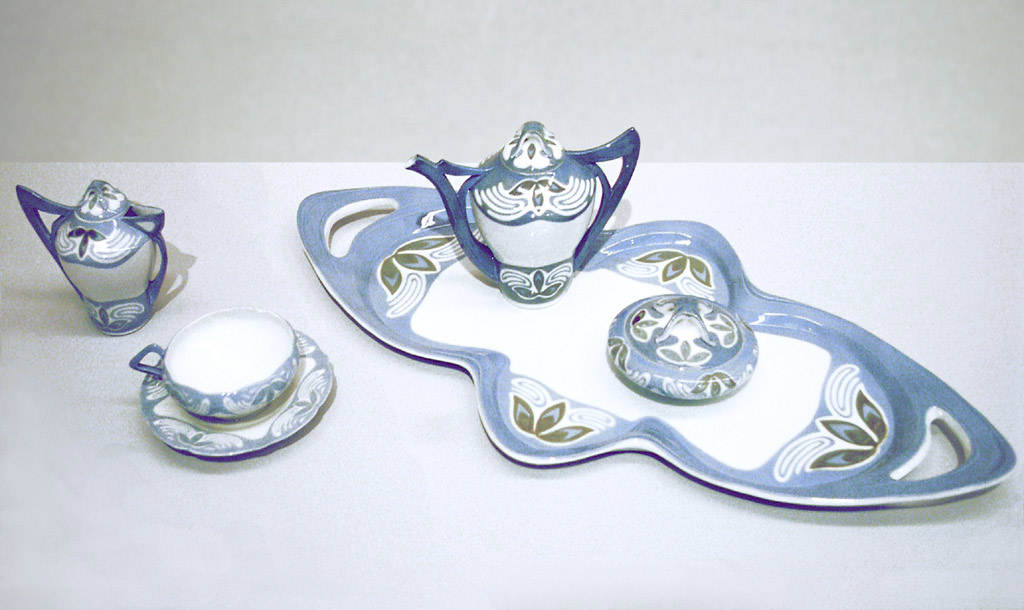
Servicio de café de estilo modernista en Porcelana de Meissen, de Theodor Grust, 1902.

Respecto a la ropa, París fue el centro neurálgico de este movimiento. El corsé era de uso cotidiano. Las plumas y pieles exóticas se pusieron en moda más que nunca antes, ya que la alta costura se inventó en París, el centro de la Belle Époque, donde la moda comenzó a moverse en un ciclo anual. En París, restaurantes como Maxim's Paris lograron un nuevo esplendor y prestigio como lugares para que los ricos desfilaran. Maxim's Paris fue posiblemente el restaurante más exclusivo de la ciudad. Los estilos de vida bohemios ganaron un glamour diferente, prosiguiendo en los cabarés de Montmartre.

Baile en el Moulin de la Galette, por el pintor impresionista Auguste Renoir (1876).

Los cambios tecnológicos y económicos de este periodo acentuaron las divisiones entre ciudades y campos, así como entre los más pobres y los más ricos; la migración de campesinos hacia las ciudades (ya sea dentro de su propio país o hacia el extranjero) se hizo necesaria a fin de cubrir la urgencia de mano de obra para las industrias, y este fenómeno puso a amplias masas humanas en contacto directo con los adelantos tecnológicos de las urbes, lo cual muy rara vez ocurría en el pasado. Todas las grandes ciudades del mundo experimentaron, desde 1890, constantes aumentos de población. 

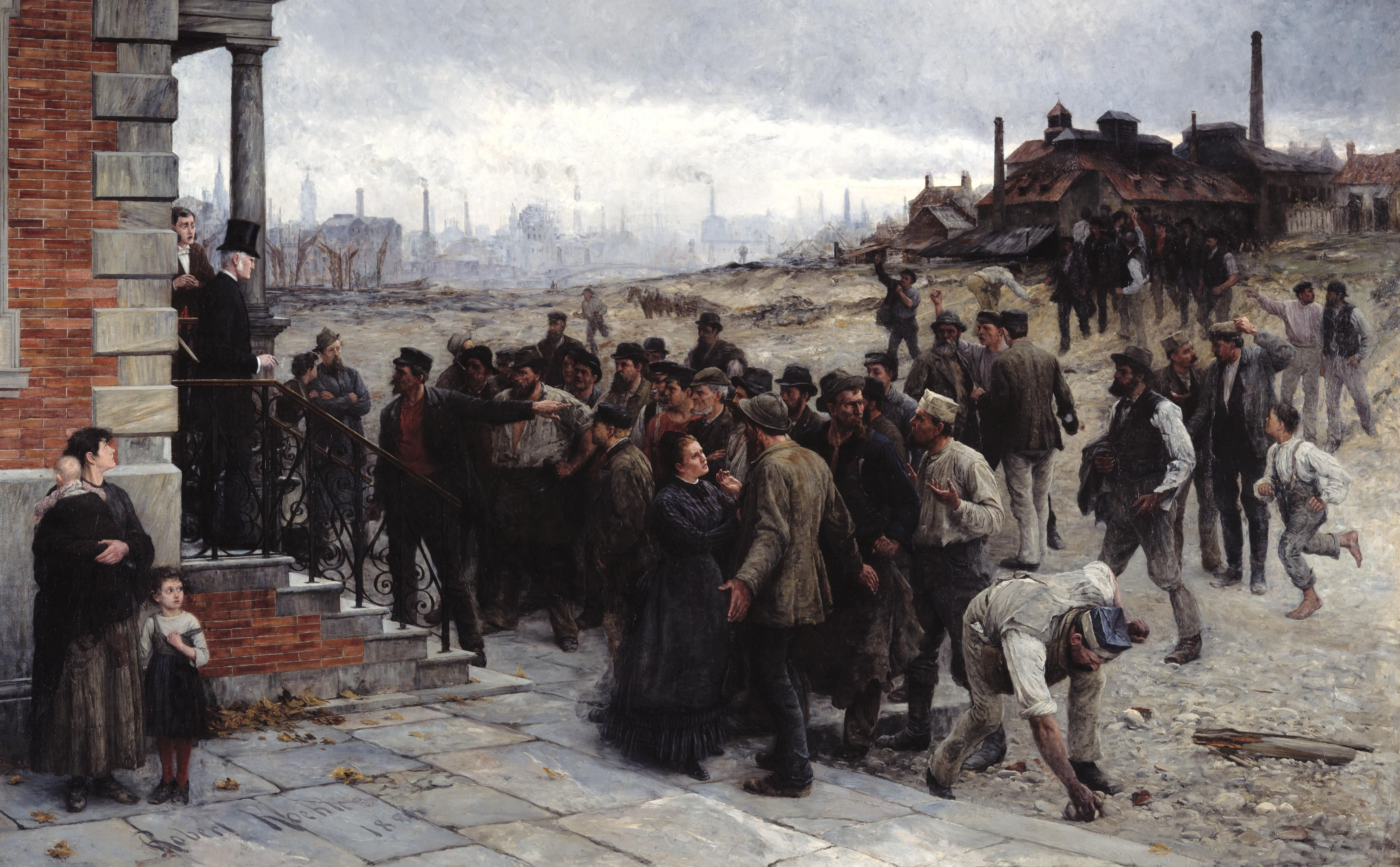
Trabajadores protestan al dueño de la fábrica en "Der Streik" (La Huelga), por Robert Koehler, 1886.

A pesar de que la brecha entre pobres y ricos se mantenía, se hacía sentir la necesidad de que el naciente proletariado urbano también participara de esas transformaciones: el auge tecnológico hizo necesario el fomento de la educación en todos sus niveles, mientras que las noticias del mundo exterior se difundían más fácilmente gracias al ferrocarril, al cable submarino y al telégrafo. Toda esta difusión del conocimiento empezaba a generalizarse al aumentar la alfabetización para atender las necesidades de una economía moderna, mientras crecía el número de publicaciones de consumo popular. 

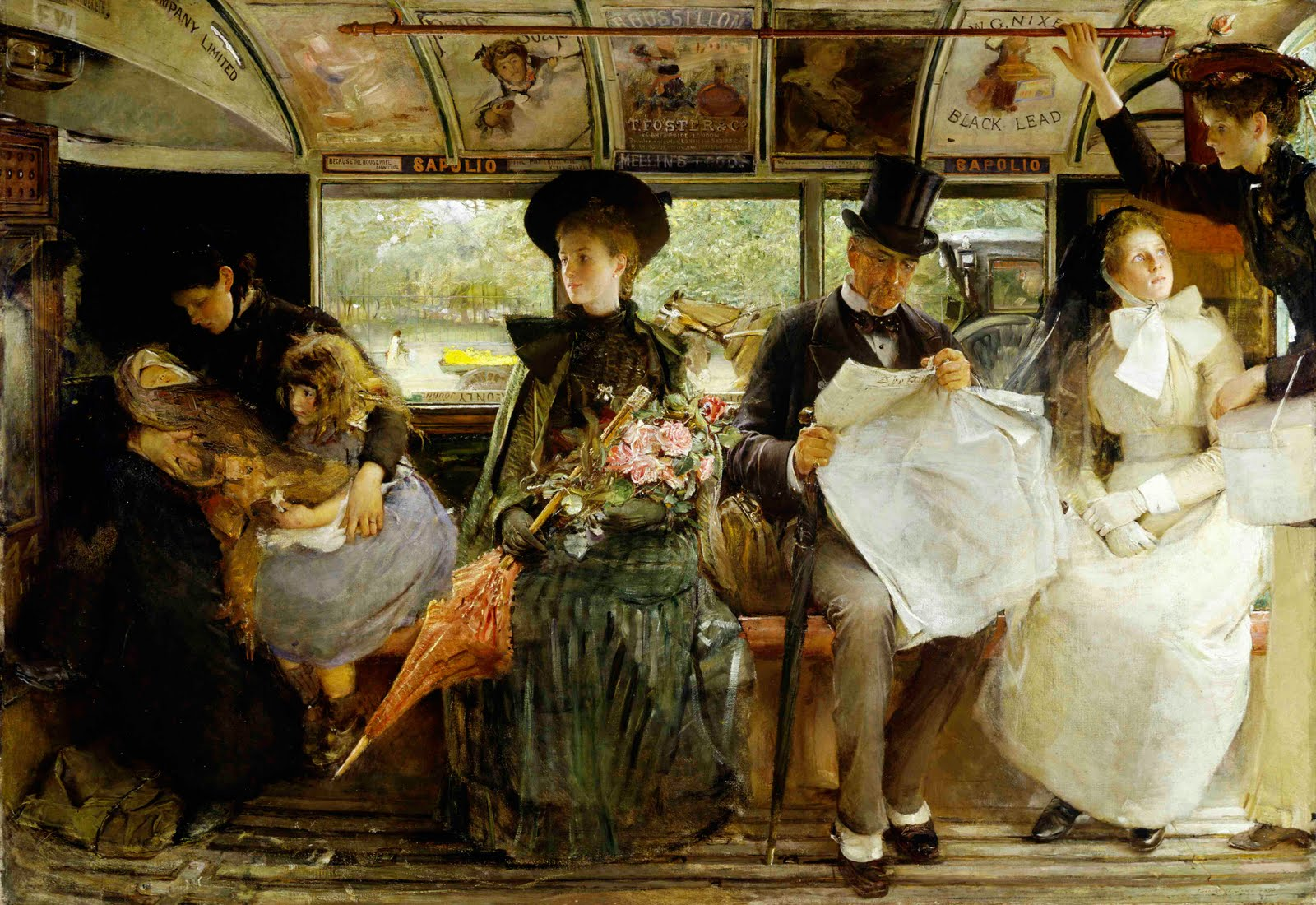
"The Bayswater Omnibus" por George W. Joy, 1895, representa la vida social de clase media en esta escena callejera de la época victoriana inglesa.

El progreso científico propició asimismo nuevos oficios especializados para el proletariado urbano (desde electricistas y chóferes de tranvía hasta plomeros y obreros metalúrgicos), lo cual influyó para un mayor desarrollo de los movimientos sindicales en todo el mundo. Esta transformación significó un cambio muy importante, pues las masas populares no estaban solo ubicadas en las zonas rurales, sino además en las grandes urbes, por lo cual los movimientos ideológicos y políticos buscaron cortejar el apoyo de estas nuevas masas de obreros y pequeños artesanos.
Las exposiciones universales realizadas en París en los años 1889 y 1900 son los símbolos de la Belle Époque, por su insistencia en la promoción del progreso científico y por atraer la atención a nivel realmente mundial. Tales exhibiciones servían igualmente para resaltar ante un público mundial la fe en la ciencia y la tecnología, exaltando la capacidad del individuo para dominar y vencer los obstáculos que le planteaba la naturaleza. Si bien tales ideas databan de la época de la Ilustración, ahora eran difundidas, entendidas y aceptadas como válidas por grandes masas humanas y no solo por una élite intelectual.
El apogeo de la tecnología implicaba también que las potencias de Europa difundieran sus conocimientos técnicos, junto con la cultura occidental, y sus ideas políticas (democracia, parlamentarismo, etc.) en casi todo el orbe, ya sea mediante la influencia indirecta respecto de los países económicamente más débiles de Asia o América o por el simple uso de la fuerza (en su respectivo imperio colonial).

## Aspectos económicos y tecnológicos

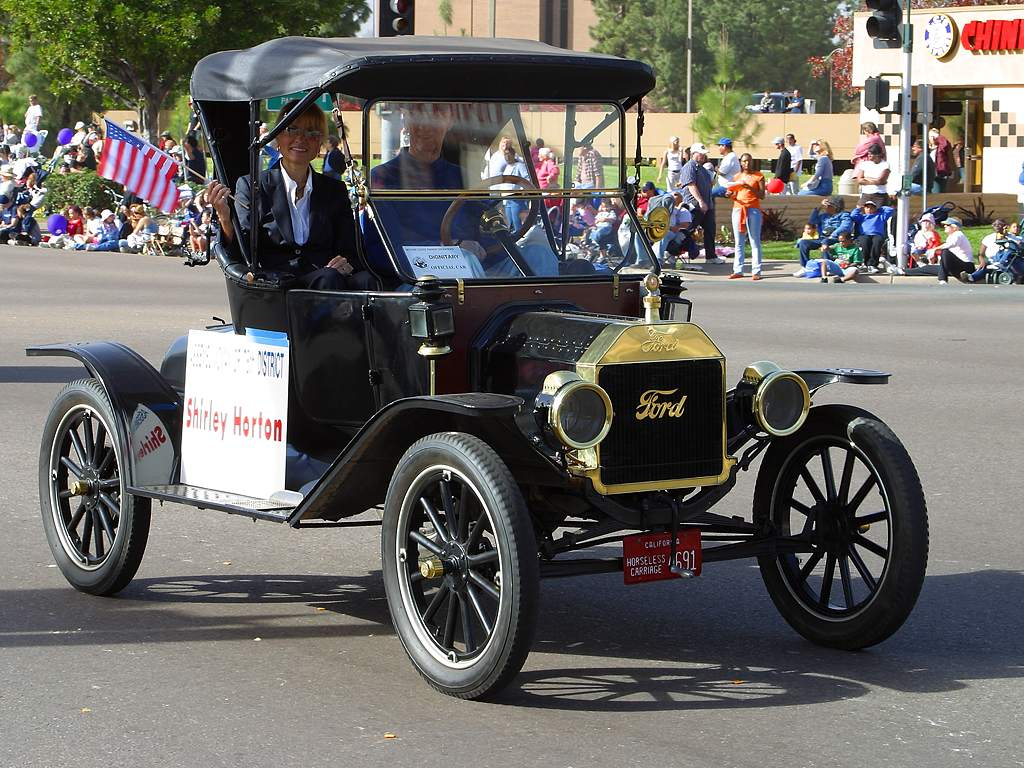
El automóvil Ford T, el primero fabricado en serie.

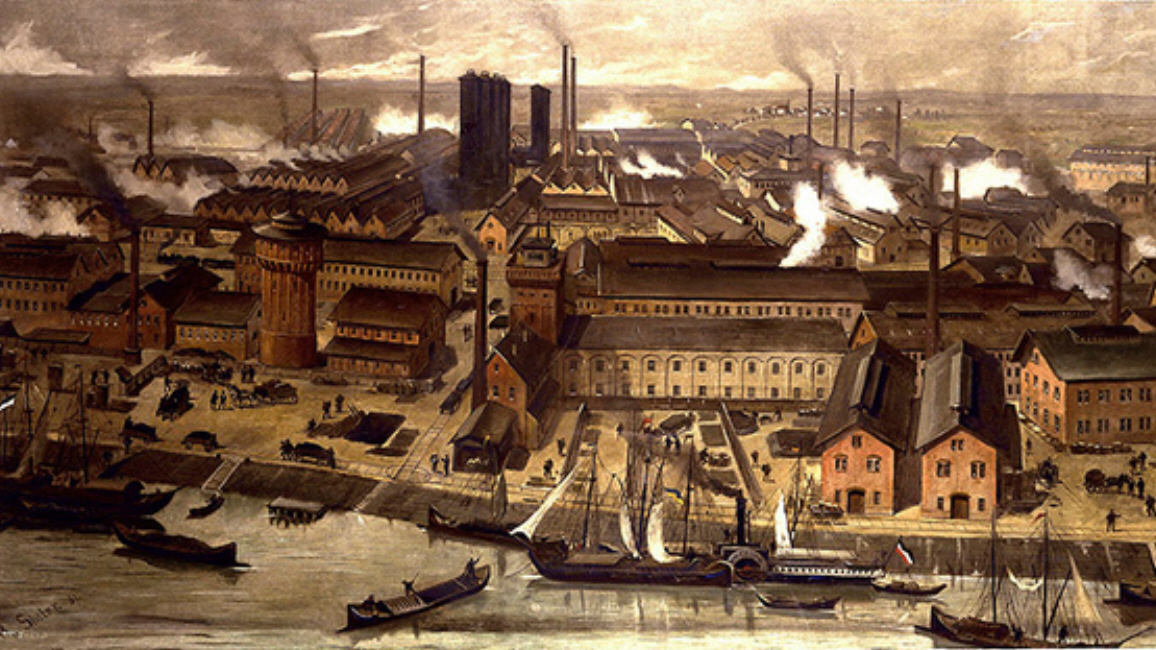
Factoría química BASF en Ludwigshafen, Alemania, 1881.

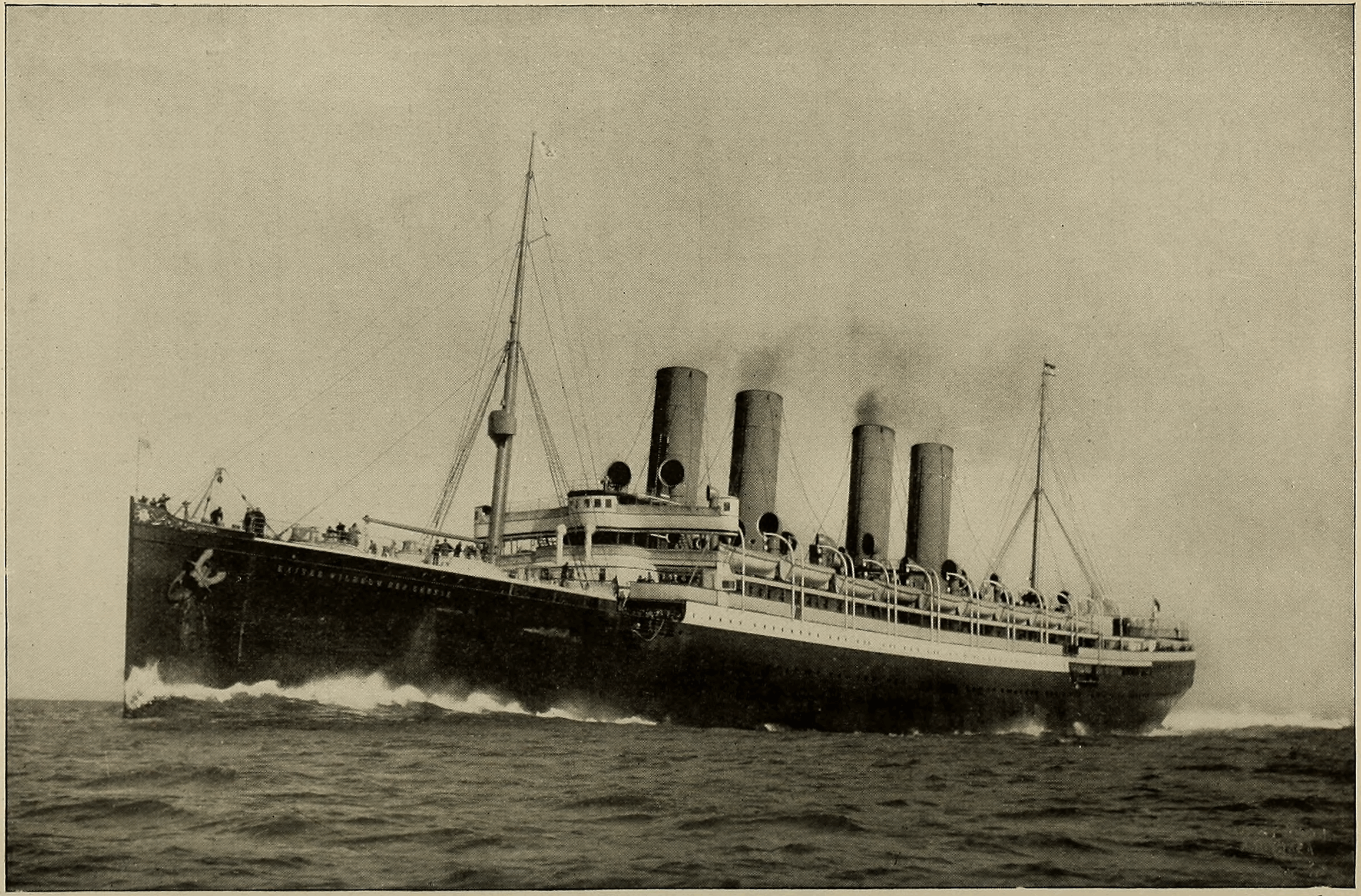
El transatlántico, un barco de vapor. Los transatlánticos fueron esenciales para las necesidades de transporte de los gobiernos nacionales, las empresas comerciales y el público en general.

La economía empezó a "globalizarse" durante este periodo en la medida en que, gracias a la expansión europea, cada vez más áreas del planeta se hallaban en mutuo contacto y dependencia económica debido al auge de la industria pesada y el desarrollo del comercio internacional; esto causa que los mercados de consumidores se expandan a niveles mucho más vastos.
La Segunda Revolución Industrial causó que desde fines del siglo XIX la producción masiva de materias primas quedase a cargo de las colonias o de los países periféricos (América Latina o China), mientras que Europa y Estados Unidos se especializaban en la producción industrial, cuyos mercados se hallaban ahora en todo el mundo. Además los avances tecnológicos y las nuevas fuentes de energía (reemplazo del carbón y el vapor por la electricidad y el petróleo) permitieron que la producción industrial fuera más barata y en cantidad mucho mayor que en épocas pasadas.

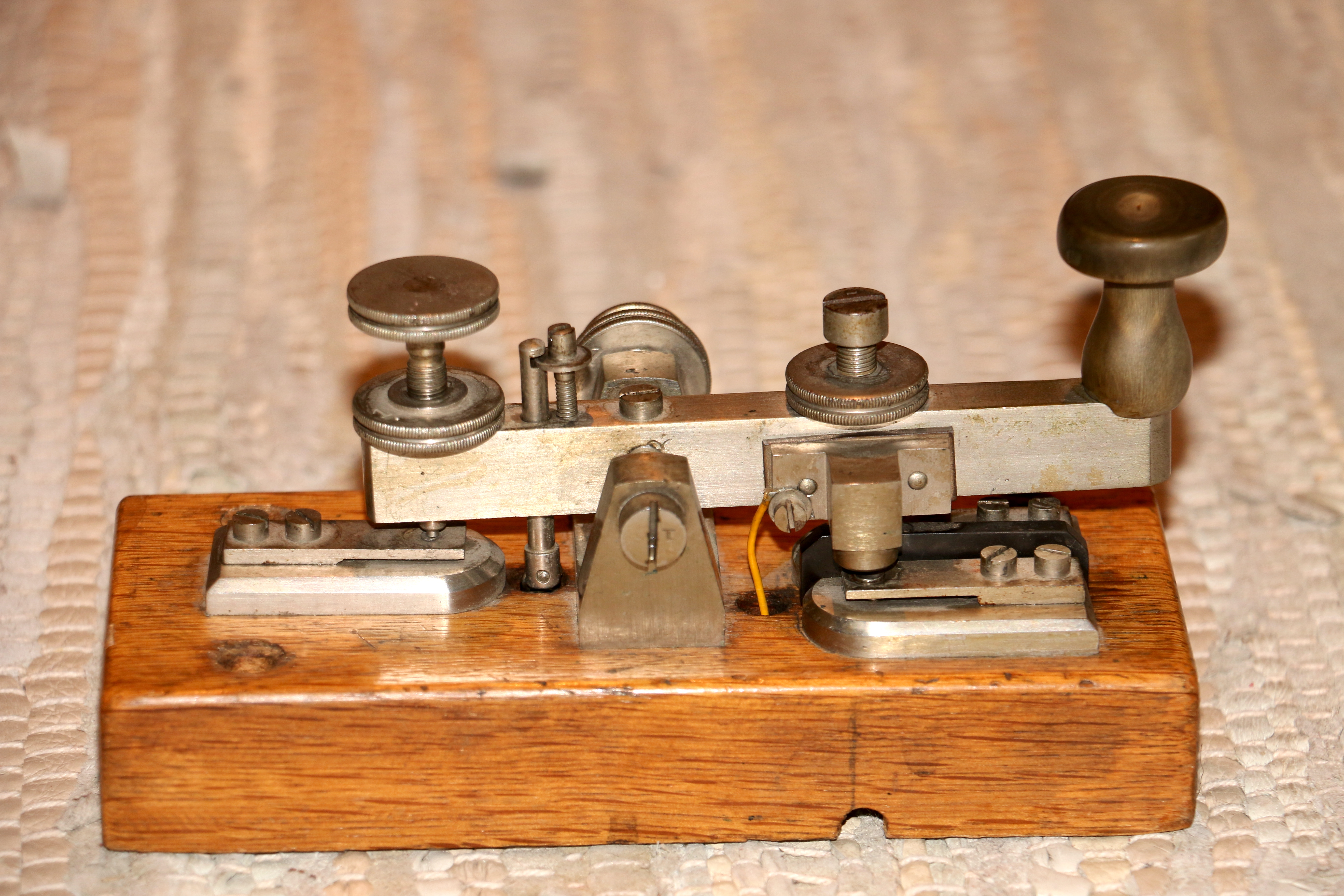
Un telégrafo usado para emitir en código morse.

En la práctica todos los sectores económicos se hallaban mutuamente interrelacionados por una mayor facilidad y velocidad en las comunicaciones (con la nueva tecnología del barco de vapor, ferrocarriles, automóviles, aviación, telégrafo, teléfono, etc.), a una escala planetaria que nunca antes se había conocido. La información, por vez primera, empezó a difundirse fácilmente a grandes distancias, y de una forma masiva y veloz que no existía anteriormente.
La tecnología hacía que los costos del transporte se redujeran drásticamente y que las mercancías de toda especie pudieran recorrer distancias larguísimas. Con ello los mercados internacionales abarcaron no solo a los países industrializados, sino también a las colonias y a los países periféricos.
Francia fue líder en la incipiente tecnología del cine. El cinematógrafo fue inventado en Francia por Léon Bouly y utilizado por los Hermanos Lumière, que realizaron las primeras proyecciones de películas del mundo. Los hermanos Lumière hicieron muchas otras innovaciones en el cine. Fue durante esta época en que las películas se empezaron  desarrollar tal y como las conocemos hoy en día, aunque estas no se hicieron en comunes hasta después de la Primera Guerra Mundial.

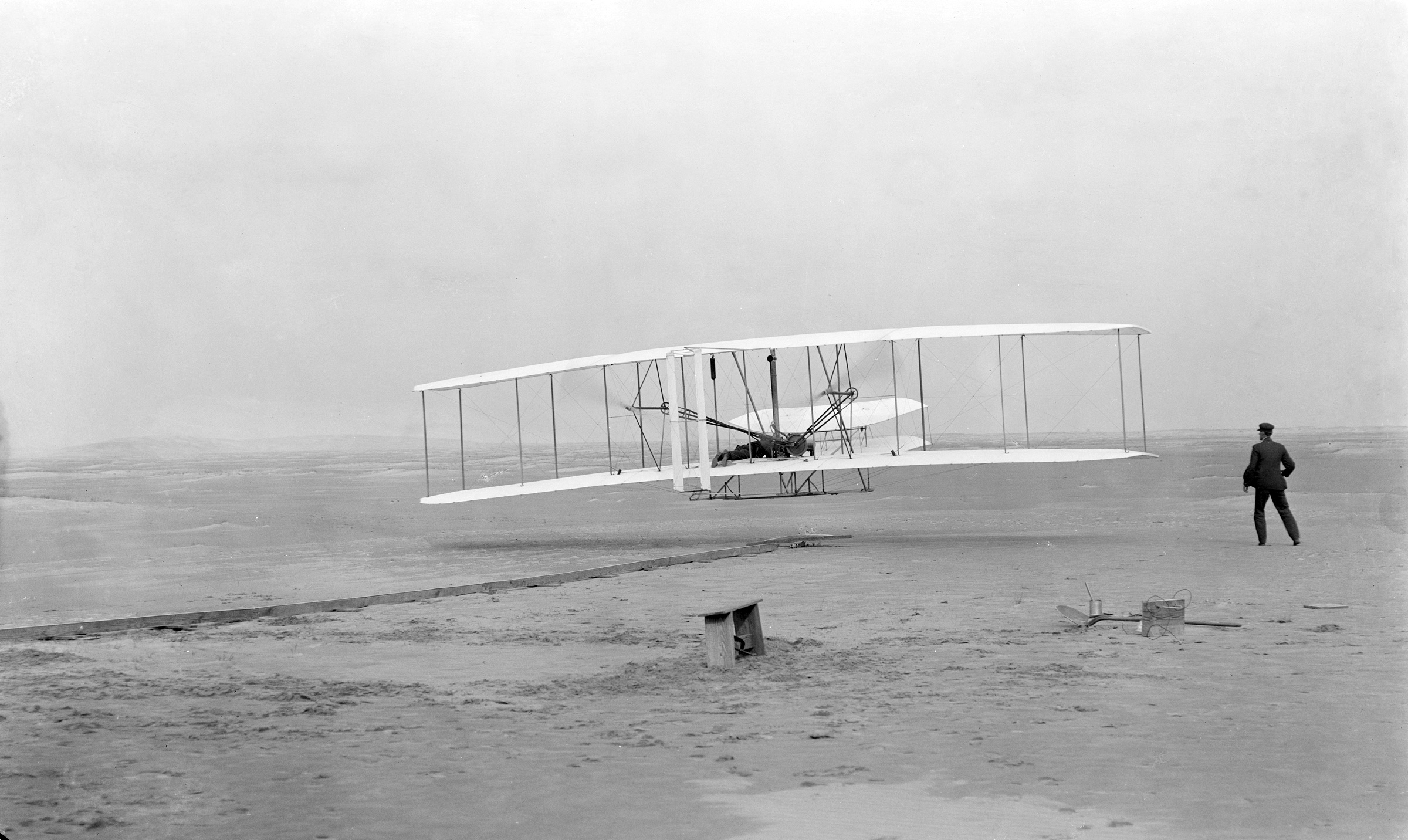
Fotografía original del primer vuelo con motor de la historia en 1903, realizado por los Hermanos Wright.

En medicina hay importantes avances como son la creación del Instituto Pasteur, un importante centro de investigación en microbiología, en Francia a fines de 1888 y el descubrimiento de los rayos X, la radioactividad y otras aplicaciones médicas.
El período de «paz y progreso» llegó a su fin de modo repentino con el estallido de la Primera Guerra Mundial en julio de 1914. Los inventos maravillosos del desarrollo tecnológico, como el avión, perdieron su imagen mágica cuando fueron utilizados para matar.
Algunos historiadores señalan como el final de la Belle Époque el naufragio del Titanic en 1912, percibido como el comienzo de la desconfianza humana hacia la tecnología. Esta interpretación cobra fuerza si se tiene en cuenta que, a partir de ese mismo año, se produjo un conflicto que desembocó en un acontecimiento bélico con las denominadas guerras bálcanicas (primera guerra de los Balcanes en 1912 y segundo conflicto en 1913).

## En el arte

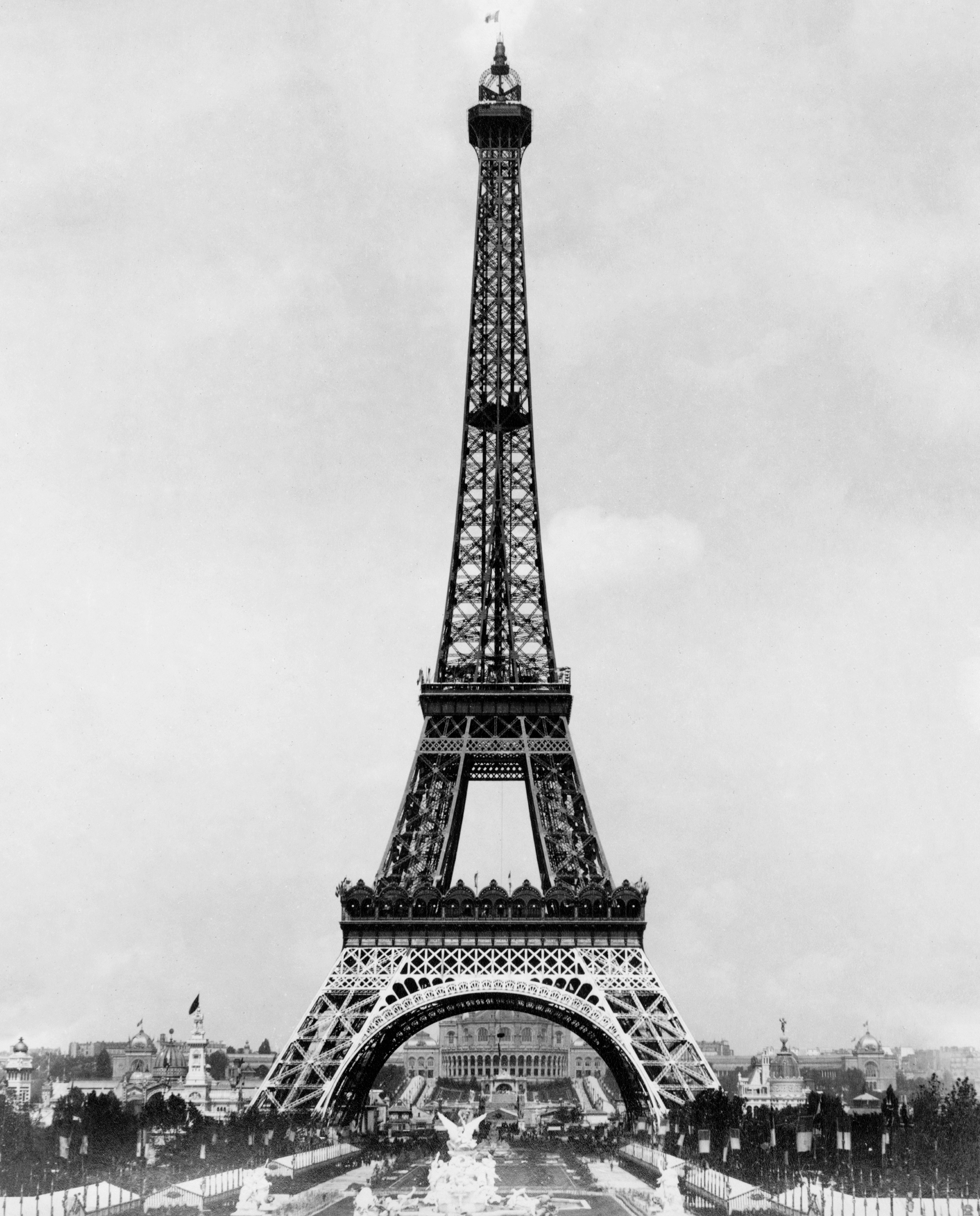
La Torre Eiffel en la Exposición Universal de 1889 en París.

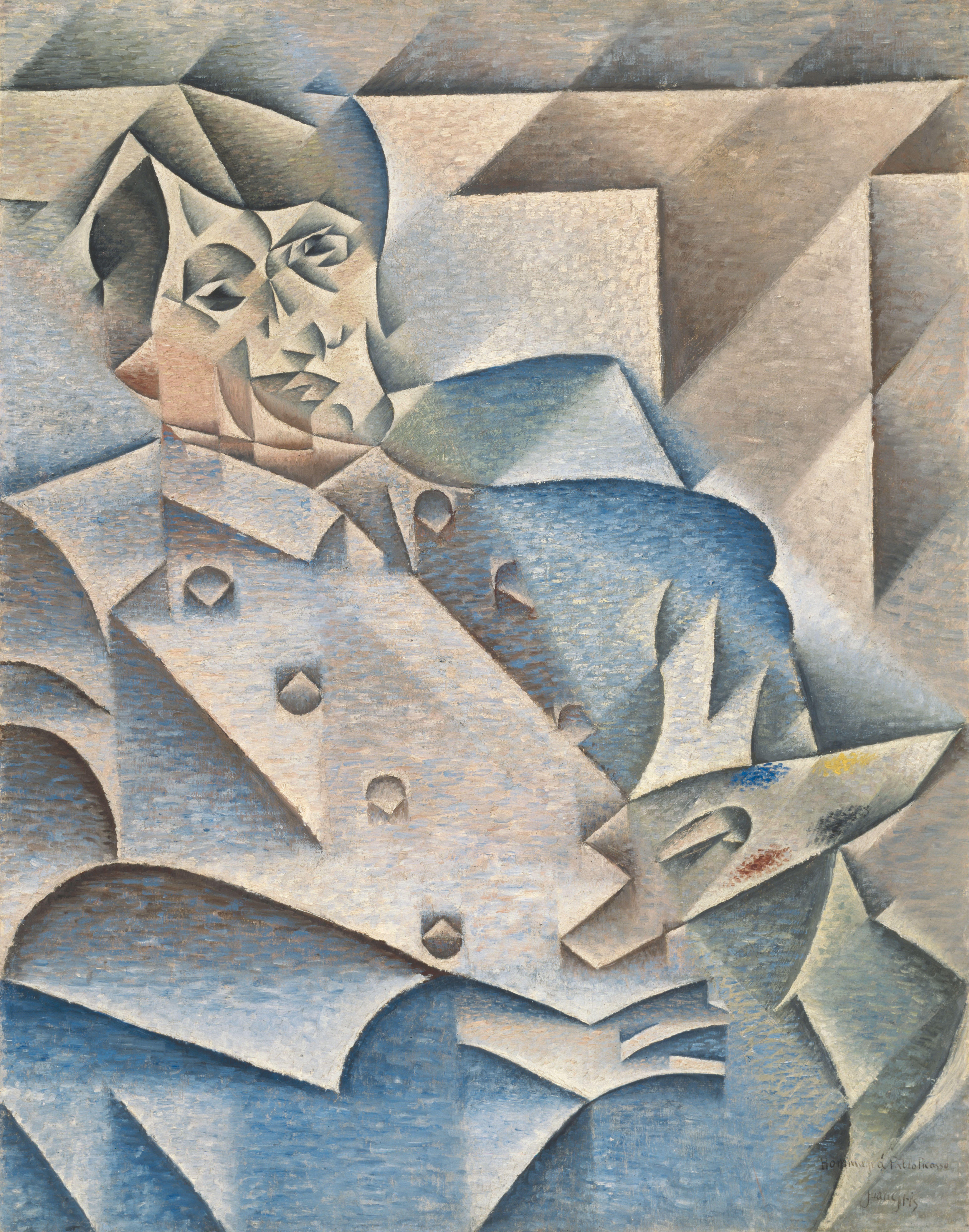
Pablo Picasso, iniciador del cubismo, retratado por Juan Gris, 1912.

Se desarrollaron, a finales del siglo XIX, nuevos movimientos artísticos como: el modernismo, el impresionismo y el simbolismo, coincidiendo con el auge del cartelismo y los inicios del cine y de la radio. Además, surgieron, a principios del siglo XX, nuevas corrientes de expresión pictórica basadas en la ruptura de los cánones clásicos, como el expresionismo y el fovismo, y en la admiración hacia la tecnología, como el futurismo. La Revolución Industrial popularizó la arquitectura de hierro y monumentos como la Torre Eiffel o la Estatua de la Libertad se convirtieron en símbolos de la contemporaneidad.
La música reflejó un momento de esplendor con las óperas de Richard Wagner y Giuseppe Verdi, situados dentro de la tradición musical alemana e italiana, respectivamente. Otras escuelas musicales propugnaban el retorno a las tradiciones nacionales pero dentro de los cánones clásicos, como los rusos Chaikovski, Músorgski o Rimski-Kórsakov, mientras otros fusionaban elementos clásicos y populares como el austriaco Johann Strauss. Además, el ballet se convirtió en una de las representaciones teatrales más famosas de la época. Mientras tanto, los espectáculos de variedades fueron muy populares en los cabarés como el Moulin Rouge, el Le Chat Noir o el Folies Bergère.
En la literatura se popularizaron las obras de aventuras y de ciencia ficción, como las novelas de H. G. Wells o Julio Verne. 
Apareció el psicoanálisis, fundado por el austriaco Sigmund Freud, como forma de tratar los problemas de la mente humana. Posteriormente otros estudiosos, como el suizo Carl Gustav Jung, continuarían con el avance de la psicología.
Nuevas costumbres ocuparon el interés de los ciudadanos, como los deportes: fútbol, cricket, golf y tenis, exportándose luego estos pasatiempos a todo el mundo. Asimismo, se popularizó el ciclismo y la esgrima.

## En el mundo

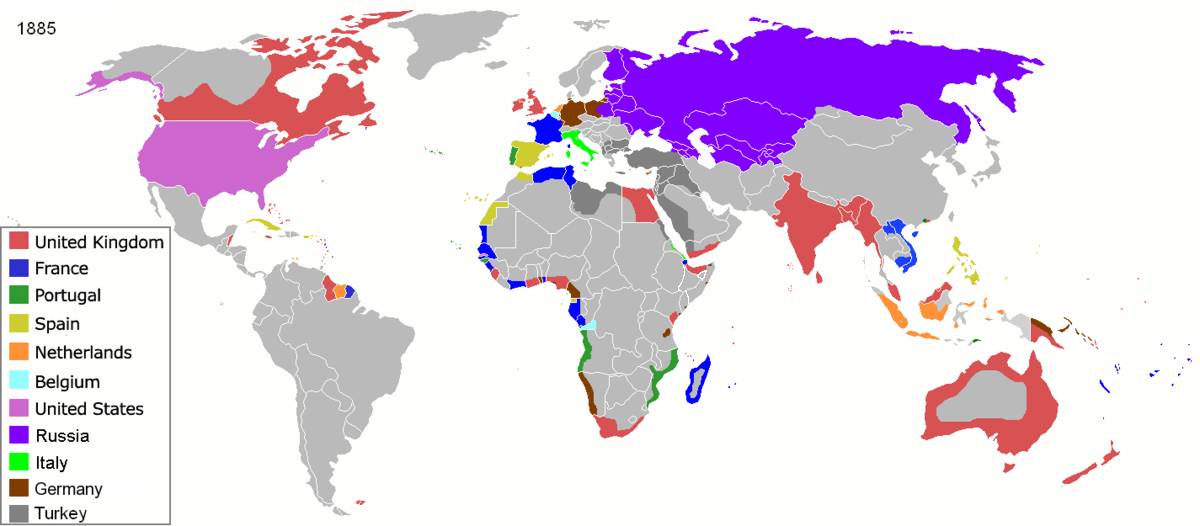
Mapa de los Imperios coloniales (y sus colonias) en el año 1885, cuando tras la Conferencia de Berlín de ese año se inicia el Reparto de África entre las potencias coloniales.

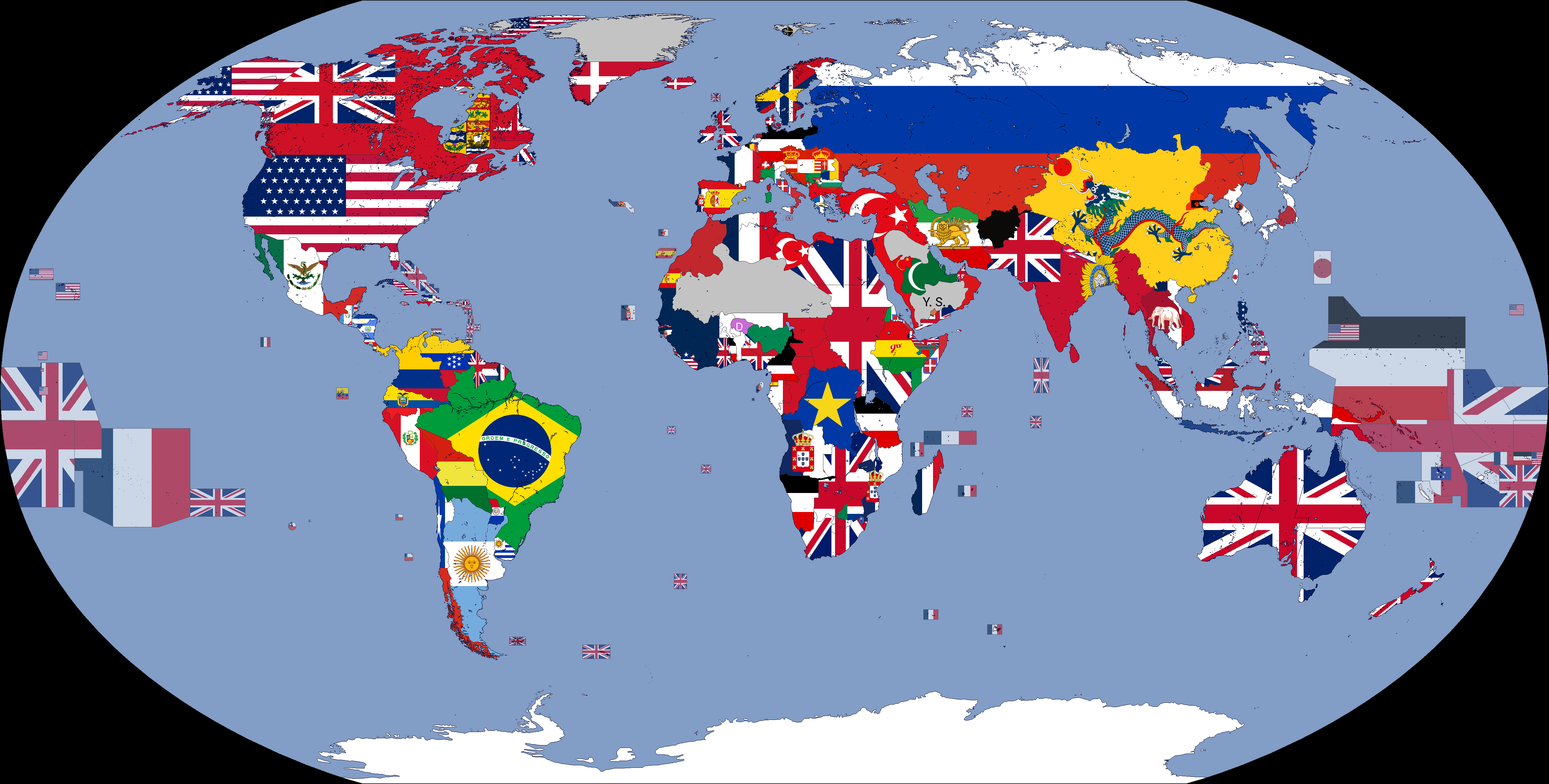
Mapa de los países existentes (y sus colonias) en el año 1900.

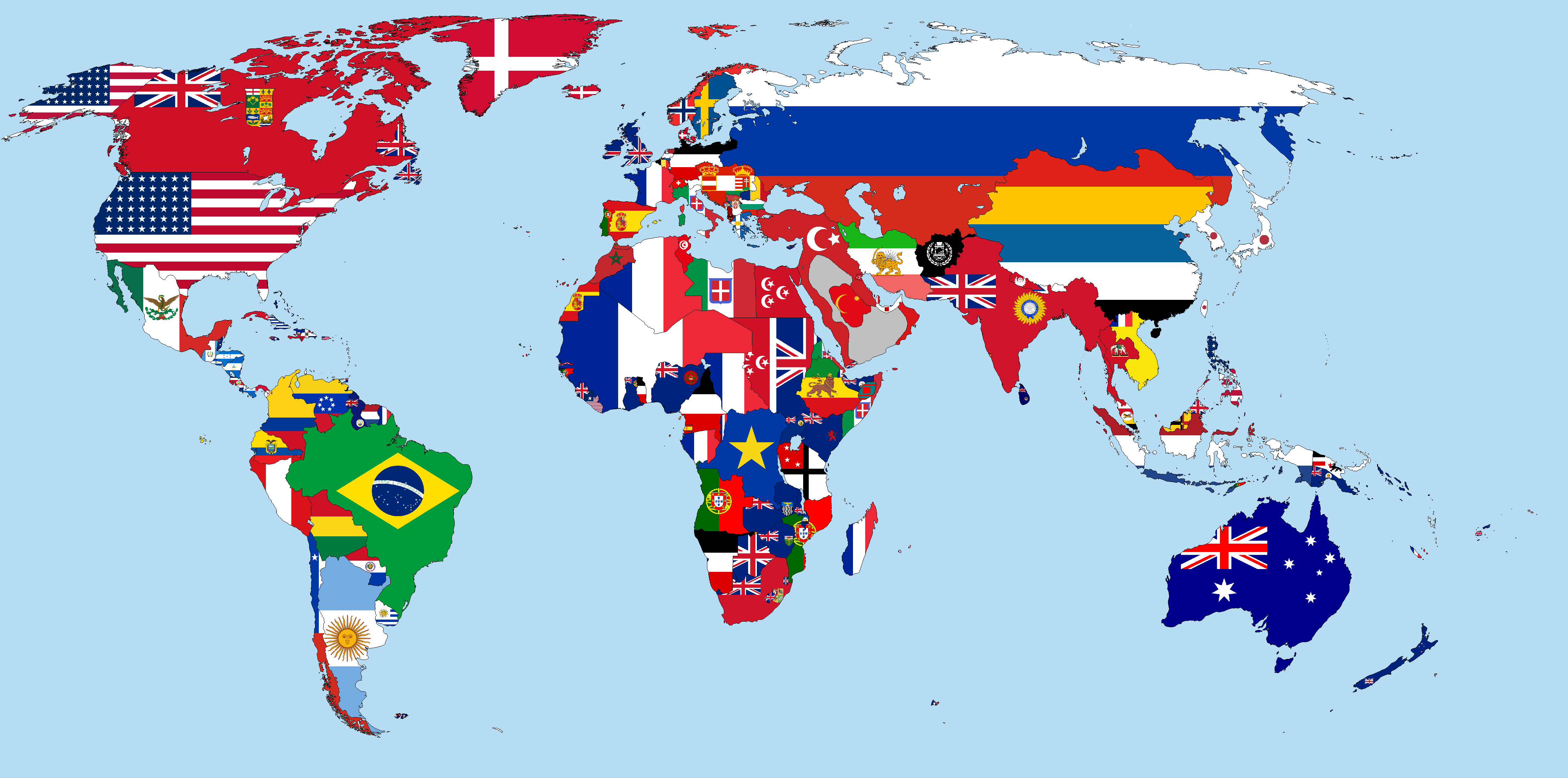
Mapa de los países existentes (y sus colonias) en el año 1914, justo antes del inicio de la I Guerra Mundial (1914-1918), que pone fin a la etapa de la Belle Époque.

### África
- En Egipto, con los reinados de Ismail Pachá, Tewfik Pachá y Abbas II Hilmi.
- En Etiopía, con el reinado de Menelik II.

### América
- En Argentina, con el período de la República Conservadora.
- En Brasil, comenzó con el fin de la guerra de la Triple Alianza, durante el reinado de Pedro II.
- En Canadá, coincidió con los inicios de la Confederación Canadiense.
- En Chile, coincidió con la República Liberal y la República Parlamentaria.
- En Colombia, coincidió con la Regeneración y con los inicios de la Hegemonía Conservadora.
- En Costa Rica, con el inicio del Estado Liberal.
- En Estados Unidos, emergiendo del pánico de 1873, dando inicio al período conocido como Gilded Age.
- En Guatemala, comenzó con el fin de la revolución Liberal de 1871.
- En Honduras, coincidió con la Reforma Liberal.
- En México, el período fue conocido como el Porfiriato.
- En Perú, con el período de la República Aristocrática.
- En Uruguay, el período fue conocido como el Batllismo.
- En Venezuela, con el período del Liberalismo Amarillo.

### Asia
- En China, con el reinado de Guangxu.
- En Corea, con el reinado de Gojong.
- En India, coincidió con el Raj británico.
- En Irán, con los reinados de Nasereddín Sah Kayar y Mozaffareddín Shah Qayar.
- En Japón, coincidió con la era Meiji.
- En Nepal, con el reinado de Prithvi Bir Bikram Shah.
- En Tailandia, entre los reinados de Chulalongkorn y Vajiravudh.
- En Turquía, con el reinado de Abdul Hamid II.

### Europa
- En Alemania, coincidió con los reinados de Guillermo I, Federico III y con el Guillerminismo de Guillermo II.
- En Andorra, el período fue conocido como la Nueva Reforma.
- En Austria-Hungría, con el reinado de Francisco José I.
- En Bélgica, entre los reinados de Leopoldo II y Alberto I.
- En Bulgaria, con el reinado de Fernando I.
- En Dinamarca, con los reinados de Cristián IX y Federico VIII.
- En España, con el período de la Restauración borbónica, entre el reinado de Alfonso XII y la Regencia de María Cristina.
- En Francia, con el inicio de la Tercera República francesa.
- En Grecia, con el reinado de Jorge I.
- En Italia, con los reinados de Víctor Manuel II, Humberto I y principios del reinado de Víctor Manuel III.
- En Luxemburgo, con los reinados de Adolfo y Guillermo IV.
- En Montenegro, con el reinado de Nicolás I.
- En Países Bajos, entre los reinados de Guillermo III y Guillermina.
- En Portugal, el período fue conocido como el Fontismo.
- En Reino Unido, se superpuso entre las épocas Victoriana y Eduardiana, coincidiendo con el período conocido como Pax Britannica.
- En Rumania, con el reinado de Carlos I.
- En Rusia, con el reinado de Alejandro III y principios del reinado de Nicolás II.
- En Serbia, con el reinado de Pedro I.
- En Suecia-Noruega, con el reinado de Óscar II.
- En Suiza, coincidió con los inicios del estado federal suizo desde 1848.
- En el Vaticano, con los papados de León XIII y Pío X.

### Oceanía
- En Australia, coincidió con el período conocido como la fiebre del oro australiana.
- En Hawái, con los reinados de Lunalilo, Kalakaua y Liliuokalani.